# Simão de Cirene
Simão de Cirene, também referido como Simão Cireneu, é um personagem bíblico descrito nos Evangelhos sinópticos. Ele teria sido obrigado pelos soldados romanos a carregar a cruz de Jesus até o Gólgota; lugar onde deveria ser crucificado. 
Era pai de Alexandre e Rufo (São Marcos 15:21) e levou a cruz por ordem dos soldados romanos (São Mateus 27:32) até o lugar chamado «Gólgota»  (São Mateus 27:33 e São Marcos 15:22) que hoje muitos chamam de «Calvário».

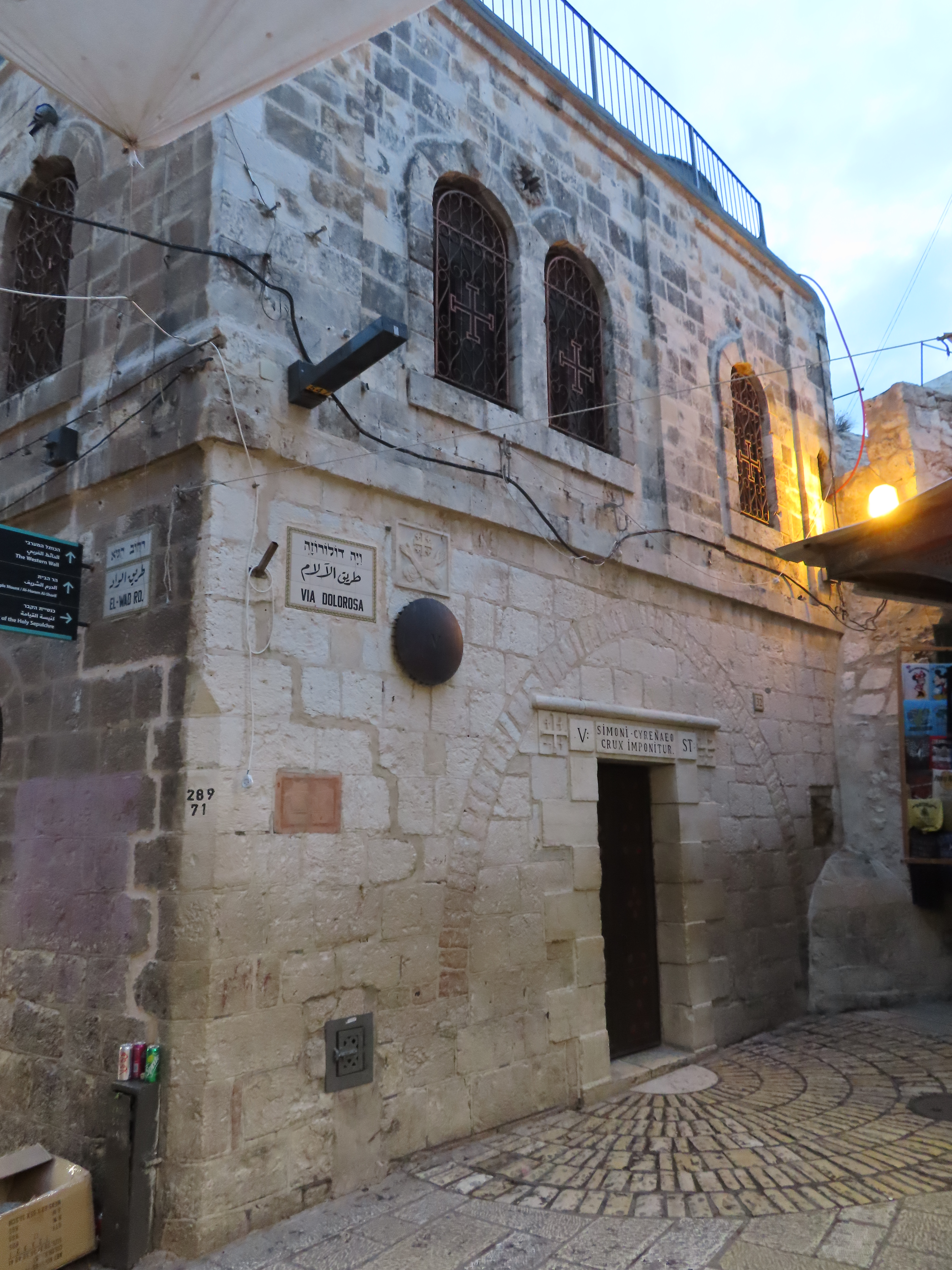
Capela de Simão de Cirene na Via Dolorosa, lugar onde ele teria se encontrado com Jesus

## Narrativa bíblica

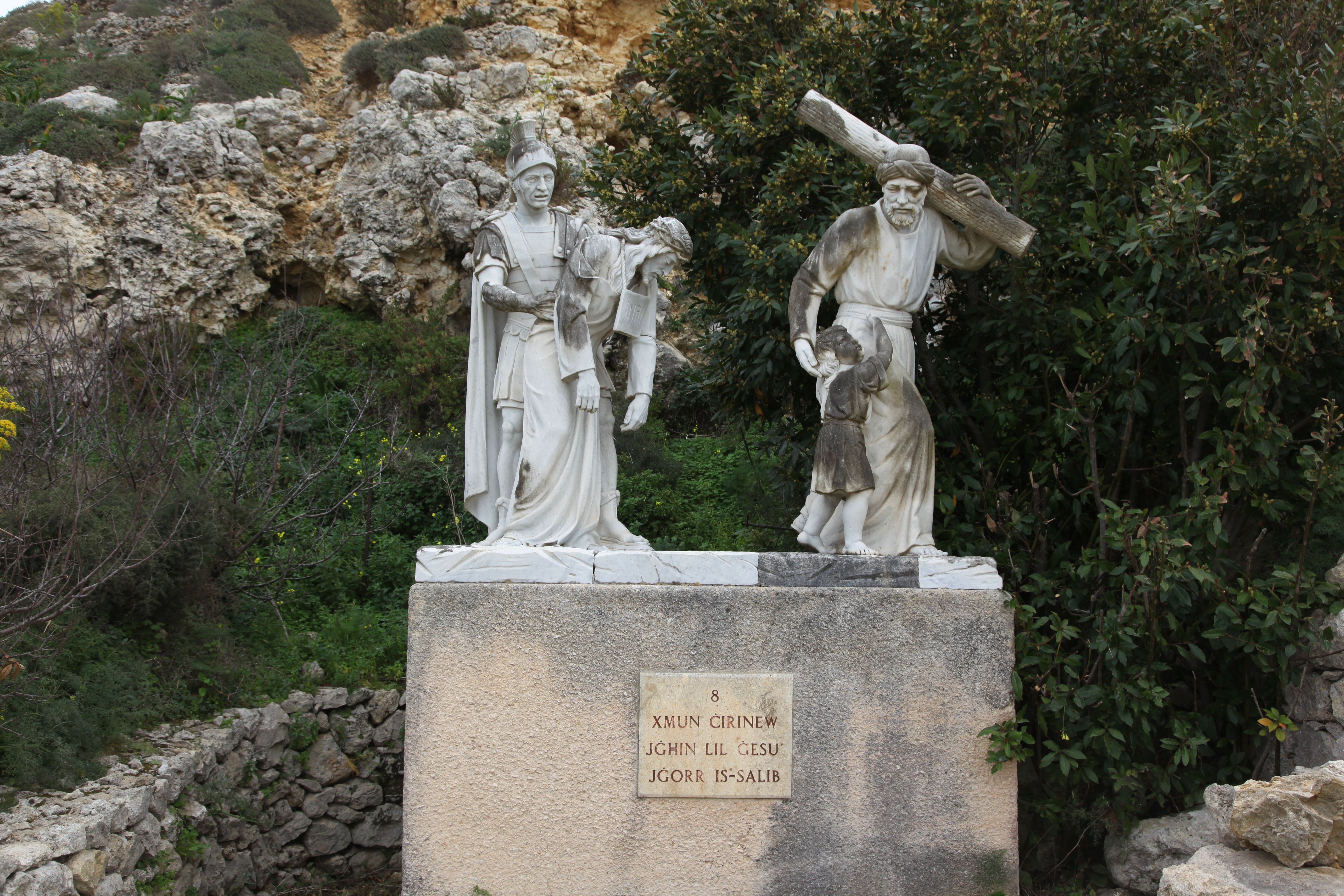
Via Sacra do Santuário de Nossa Senhora de Ta' Pinu em Għarb, Malta

De acordo com os evangelistas Marcos e Lucas, Simão era oriundo de Cirene, nome de uma região do Norte de África que hoje se situa na Líbia; um erro comum de quem relata sobre esse personagem é pensar que se tratava de um nome, pois não era sobrenome do mesmo, mas o local de sua origem. Estes dois evangelistas afirmam que Simão "passava, vindo do campo" (Marcos 15:21; Lucas 23:26), o que pode significar que ele vinha naquele instante diretamente de Cirene para a celebração da Páscoa judaica (em Cirene existia uma importante comunidade judaica) ou talvez vinha da área rural de Jerusalém (Atos 2:10).
O Evangelho de Marcos refere que Simão era pai de Alexandre e Rufo, o que pode indicar que era o progenitor de dois convertidos ao cristianismo conhecidos pelos leitores na altura em que este evangelho foi escrito. Segundo a Bíblia, em Romanos 16:13, o Apóstolo Paulo cita um certo Rufo e sua mãe.
Na interpretação do Evangelho de João não se refere ao episódio de Simão, contrariando a ideia de que Jesus teria carregado sozinho a cruz até ao Gólgota. É precisamente esta a visão islâmica sobre a vida de Jesus (Isa): este não morreu na cruz, tendo sido levado para o céu por Deus; Simão de Cirene (ou Judas Iscariotes) morreu no seu lugar.[carece de fontes?]
O constrangimento de carregar a cruz imposto pelos soldados romanos faz surgir um paralelo entre esse Simão de Cirene e Simão Pedro, que teria se vangloriado que seguiria Jesus até a prisão e até a morte (Lucas 22:33) quando na verdade o negou, enquanto um anônimo Simão, de origem desconhecida, nada tendo dito em favor de Jesus, tocou em algo "impuro" para os judeus - o sangue de Jesus - durante o período de uma festa religiosa.
Segundo a tradição, após ajudar Jesus a carregar a cruz, Simão volta pra Cirene e conta o acontecido para sua família. Rufo, que foi um jovem rejeitado pelo Sinédrio da época, após seu pai contar todo o ocorrido, como este conhecia um pouco a Torá dos judeus, ele identifica que o homem que seu pai ajudou a carregar a cruz, era o Messias; sendo assim uma das primeiras famílias gentias evangelizadas após a crucificação.
Por vezes, Simão de Cirene é identificado com "Simão que tinha por sobrenome Niger" (em latim: Niger - "negro") de Atos 13:1.

## Veneração

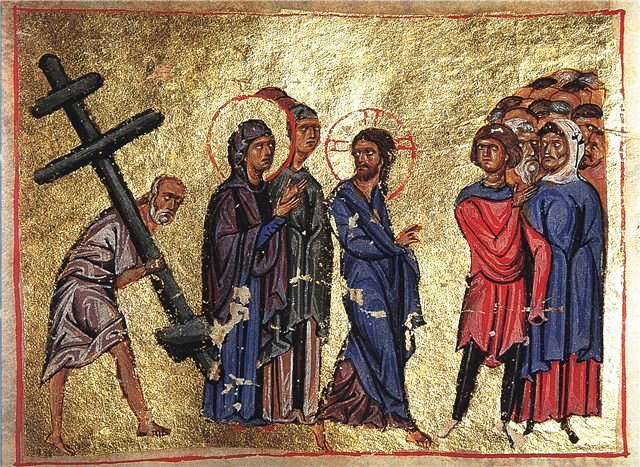
Miniatura dos evangelhos em estilo bizantino do século XII, Tiblíssi, Geórgia

Simão de Cirene é tradicionalmente considerado santo nas tradições cristãs orientais, como pela Igreja Ortodoxa Grega, uma vez que seu culto nunca foi oficializado. Particularmente, sua atitude de ajudar o Cristo a levar a cruz gerou inúmeros sermões elogiando sua atitude. Simão é considerado como o primeiro santo africano.
Na Comunhão Anglicana, Simão de Cirene também é venerado como santo, havendo um paróquia erguida em seu nome.
Simão de Cirene é comemorado na ortodoxia em 27 de fevereiro. Algumas tradições cristãs também o celebram em 1 de dezembro.